# Vitali Benazus
Vitali Benazus (1927) è un ex cestista turco.

## Carriera
Con la Turchia ha disputato i Campionati europei del 1949.